# Exeter
Exeter er en by og county town i Devon i det sydvestlige England. Den ligger nær floden Exe omkring 58 km fra Plymouth og 105 km sydvest for Bristol. Byen har 124.180(2016) indbyggere.
I Romersk Britannien blev Exeter grundlagt som base for Legio II Augusta under Vespasian personlige kontrol, og de kaldte den Isca Dumnoniorum. Exeter er beskrevet i Domesday Book., og den blev religiøst centrum i middelalderen, og domkirke blev etableret i 1000-tallet, og den blev anglikansk i 1500-tallet ved den engelske reformation. Exeter blev rig by ved uldhandel, men var dog i en nedgangsperiode ved udbruddet af første verdenskrig. Efter anden verdenskrig blev en stor del af byens centrum genopbygget, og byen er nu centrum for uddannelse, erhverv og turisme i Devon og Cornwall. Den huser to campusser for University of Exeter: Streatham og St Luke's.
Det administrative område Exeter har status som ikke-storbydistrikt under administration af County Council. Som county town for Devon huser den Devon County Council.
I dag har byen flere velbevarede ruiner fra middelalderen bl.a. Rougemont Castle, Old Exe Bridge og dele af bymuren. Royal Albert Memorial Museum blev grundlagt i 1868 og det huser både kunst og kulturhistorie.
Byen har sit eget fodboldhold Exeter City F.C.